# Mangaåret 2009
Följande är en lista på mangaserier som kom ut på svenska med en eller flera delar under år 2009. Med anledning av förlagens sjunkande försäljning, nerläggningen av Bcmanga där alla mangaintresserade kunde rekommendera mangaserier till varandra samt hålla koll när böckerna släpptes, och kraftiga underskott i den globala finanskrisens efterdyningar har man ansett det helt nödvändigt att lägga ner pocketutgivningen av de flesta serier.
| Bleach                 | 3-14 (övergiven)  |
| Death Note             | 8-12 (komplett)   |
| Elemental Gelade       | 6 (övergiven)     |
| Fullmetal Alchemist    | 14-18 (övergiven) |
| Hellsing               | 10 (komplett)     |
| Inu Yasha              | 40-42 (övergiven) |
| Mästerdetektiven Conan | 52-57             |
| Nana                   | 2-7               |
| Naruto                 | 16-26             |
| Oh! My Goddess         | 15-16 (övergiven) |
| One Piece              | 46-49             |
| Samurai Deeper Kyo     | 33-38 (komplett)  |
| Shaman King            | 9-13 (övergiven)  |
| Skip Beat!             | 1-6 (övergiven)   |
| Uzumaki – Spiralerna   | 1                 |
| ×××HOLiC               | 12-13 (övergiven) |
| Yu-Gi-Oh!              | 27-30 (övergiven) |

- Shojo Stars 1-9/2009 (nedlagd)

## Pseudomanga på svenska
Följande är en lista på pseudomanga som kommer ut på svenska med en eller flera delar under år 2009.
| Dramacon (amerikansk manga) | 3 (komplett) |